# Зноско-Боровский, Александр Фёдорович
Александр Фёдорович Зноско-Боровский (14 [27] февраля 1908, Киев — 8 марта 1983, Киев) — украинский советский композитор, заслуженный деятель искусств УССР (1979).

## Биография
В 1925—1927 годах учился в Киевской музыкальной про фессиональной школе по классу скрипки Я. С. Магазинера.
В 1932 окончил Киевский музыкально-драматический институт им. Н. В. Лысенко по классу композиции Л. Н. Ревуцкого.
В 1931—1942 — композитор и консультант Киевской студии художественных фильмов (с 1941 в Ашхабаде).
В 1942—1945 годах служил в рядах Советской армии.
В 1945—1963 — заведующий редакцией музыкальной литературы издательства «Изомузгиз» (бывшего «Мистецтво»). В 1946—1968 был членом правления Союза композиторов Украины.
В 1958—1968 — председатель правления Украинского отделения Музфонда СССР.
С 1963 года — на творческой работе.

## Творчество
Автор балета «Акпамик» (в соавторстве с Вели Мухатовым), ряда симфонических произведений, в том числе 3 симфоний, ряда камерно-инструментальных, камерно-вокальных и хоровых произведений. Использовал элементы украинской и туркменского музыкального фольклора.
Автор музыковедческих работ.

## Избранные музыкальные сочинения
- Балет «Акпамик» (в сотрудничестве с туркменским композитором Вели Мухатовым , 1945)
- Симфонические произведения:
  - Симфония № 1 (1958)
  - Симфония № 2, соч. 30 (1960) — «Джан-Туркменистан»,
  - Симфония № 3, соч. 39 (1967)
- Концерт для скрипки с оркестром, соч. 26 (1951—1955)
- Концерт для виолончели с оркестром, соч. 43 (1968-69)
- Концерт для валторны с оркестром, соч. 54 (1975)
- Симфоническая поэма «Кос-Арал», соч. 33 (1963)
- Симфоническая картина «У Мавзолея», соч. 45 (1969)
- увертюры:
  - «Русская», соч. 10 (1931—1933)
  - «Приветственная», соч. 24 (1949)
  - «Праздник дружбы» (1964)
  - «Молодежная» (1970)
  - «Пионерская» (1970)

Среди камерно-инструментальных произведений:
- композиции для струнного квартета
- три сонаты для скрипки-соло
- две сонаты для скрипки и виолончели
- сюиты для скрипки и фортепиано
- произведения для камерного оркестра

Среди камерно-вокальных и хоровых произведений:
- Вокальный цикл «Верность» на слова В. Сосюры, соч. 16 (1939—1962)
- Торжественная кантата «Наша победа» на слова А. Суркова и А. Софронова, соч. 21 (1946—1947),
- для голоса с оркестром — Две баллады о Герое Советского Союза Гастелло (сл. В. Лебедева-Кумача и Я. Хелемского, 1942);
- романсы на сл. И. Бунина, В. Сосюры и др.
- песни, хоры
- музыка для кино
- музыка к радиопостановок и мультипликационных фильмов
- обработки народных украинских песен.

Литературные сочинения:
- А. Я. Штогаренко. М. — Л., 1947;
- Андрей Штогаренко. Засл. деятель искусств УССР (на укр. яз.). Киев, 1947;
- М. П. Мусоргский (на укр. яз.). Киев, 1949;
- А. П. Бородин (на укр. яз.). Киев, 1950;
- А. Я. Штогаренко. Киев, 1951.